# Marco Coledan
Marco Coledan (Motta di Livenza, Treviso, Vèneto, 22 d'agost de 1988) és un ciclista italià, professional des del 2012. Combina el ciclisme en pista, amb la carretera. Actualment corre a l'equip Trek-Segafredo.

## Palmarès en ruta
- 2009
  - Vencedor d'una etapa del Giro del Friül-Venècia Júlia

### Resultats al Giro d'Itàlia
- 2012. 153è de la classificació general
- 2015. 163è de la classificació general
- 2016. 129è de la classificació general
- 2018. 146è de la classificació general

## Palmarès en pista
- 2006
  -  Campió d'Europa júnior en Persecució
- 2008
  -  Campió d'Itàlia de persecució
- 2009
  -  Campió d'Itàlia de persecució
- 2010
  -  Campió d'Itàlia de persecució per equips
- 2012
  -  Campió d'Itàlia de persecució
  -  Campió d'Itàlia de puntuació
- 2013
  -  Campió d'Itàlia de persecució
  -  Campió d'Itàlia de persecució per equips
  -  Campió d'Itàlia en Derny
- 2014
  -  Campió d'Itàlia de persecució
  - 1r als Sis dies de Fiorenzuola d'Arda, amb Alex Buttazzoni

### Resultats a laCopa del Món
- 2013-2014
  - 1r a Manchester, en Persecució